# La Bayamesa
La Bayamesa é o hino nacional de Cuba. Em 1867, o patriota Perucho Figueredo compôs a música do hino, e mais tarde, em 1868, quando as tropas independentistas tomaram a cidade de Bayamo (localizada atualmente na província Granma) o próprio Figueredo escreveu a letra.

## Visão geral
Em 20 de outubro de 1868, as forças cubanas conseguiram a capitulação das autoridades coloniais espanholas em Bayamo, o povo jubiloso cercou Figueredo e pediu-lhe que escrevesse um hino com a melodia que cantavam. Na sela do cavalo, Figueredo escreveu a letra do hino, mais longa que a versão oficial atual. Figueredo foi capturado e executado pelos espanhóis dois anos depois. Pouco antes de o pelotão de fuzilamento receber o comando de incêndio, Figueredo gritou a frase de sua canção: "Morir por la Patria es vivir" (em português:  "Morrer pela pátria é viver").
Oficialmente adotado por Cuba como seu hino nacional em 1902, foi mantido mesmo após a revolução de 1959. O compositor cubano Antonio Rodriguez-Ferrer, foi o compositor das notas musicais introdutórias ao hino nacional cubano.